# حدس

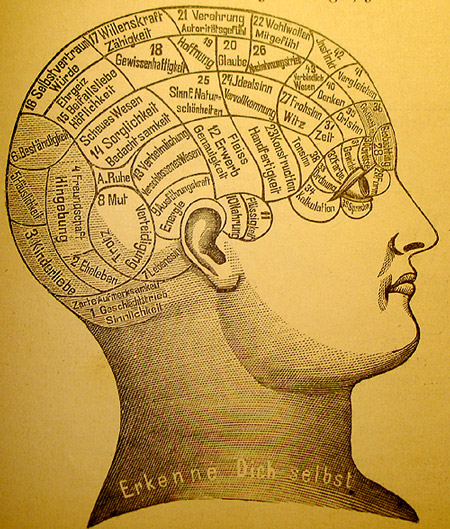

الحدس (بالإنجليزية: Intuition) في الفلسفة يشير إلى نوع من المعرفة التي لا تستخدم المنطق والاختصاص. يمثل شكلا من أشكال المعرفة ليست من الضروري تفسيرها بكلمات، عادة ما تاتي بطريقة مفاجئة، والتي على أصلها تنقسم الآراء: آلية الحدس تأتى من عمليات السبب والنتيجة (cause-effect) ،(يتعلق بمعرفة فائقة التي تكمن في نفس منطق السبب والنتيجة) _ في حين وفقا لطريقة الأفلاطونية المحدثة يٌعتبرالحدس كمنتج في العقل البشري لا يمكن تفسيره بعقلانية، أي معرفة فطرية ولا يُحْصَل عليها.
بالنسبة لأفلاطون وأرسطو، الحدس هو تصور فوري للمبادئ الأولى، وبالتالي تعبير عن معرفة أكيدة لأنه فيها الفكر يصل مباشرة إلى محتوياته، بما أنه الجمع بين الموضوع والشيء، هذين المصطلحين، على الرغم من تناقضهما فهم مكملين لبعضها البعض ومرتبطين ببعضهما.
عرف إيمانويل كانت الحدس أنه طريقة معرفية وقسمة بين حدسين
- «الحدس الحساس» أي معرفة غير فعالة (passive) تأتي عن طريق الحواس،
- «الحدس الفكري»، محور الفلسفات المثالية.

إن الفلسفة كعلم ذات أنماط مختلفة لكن الفلسفة أساسها ماهية الكون ومعر فة أساس وتحديد ماهية العنصر البشري كمخلوق أو عنصر من هدا الكون شاسع وبصفته كائن متميز بالوعي والمحكوم باللاوعي والمشدود إلى رغبته.
وكما تهتم الفلسفة باجتماعية الإنسان (أي ينتمي ويعيش في وضمن المجتمع ككائن لا يستطع العيش وحيد نظرا لحاجيته الطبيعية.

## في الفلسفة
عالج الفلاسفة الشرقيون والغربيون على حدّ سواء مفهوم الحدس باستفاضة. تتناول فلسفة العقل مفهوم الحدس.

### الفلسفة الشرقية
غالبًا ما يتداخل مفهوم الحدس في الشرق بمجالات الدين والروحانية، وثمة معانٍ متنوّعة له متأتّية من عدة نصوص دينية.

#### الهندوسية
هناك العديد من المحاولات ضمن الهندوسية لتفسير نصوص الفيدا والنصوص الباطنية.
يصنّف الفيلسوف سري أوروبيندو الحدسَ ضمن عوالم المعرفة من خلال الهوية؛ ويُفيد باتّصاف المستوى النفسي لدى البشر (والذي يسمّى مانا في اللغة السنكسريتية) بطبيعتين عشوائيتين، تؤثّر الأولى في التجارب النفسية التي تنشأ عبر المعطيات الحسيّة (سعي العقل إلى الوعي بالعالم الخارجي). وتتمثّل الطبيعة الثانية في الفعل عندما يسعى لوعي ذاته، ما يؤدي إلى إدراك الكائن البشري لوجوده، أو إدراك حالة غضبه، أو إدراك غير ذلك من الانفعالات. يُسمّي أوروبيندو الطبيعة الثانية المعرفةَ من خلال الهوية. يقول بأنه في الحالة الراهنة ونتيجة للتطور فقد درّب العقل نفسه على الاعتماد على بعض الوظائف الفيسيولوجية وردّات فعلها بوصفها وسائل العقل المعتادة للدخول في علاقات مع العالم المادي الخارجي. نتيجة لذلك، وعندما نسعى للإحاطة علمًا بالعالم الخارجي فإن العادة المهيمنة على ذلك السعي تتمثل في الوصول إلى حقائق الأشياء عبر ما تنقله لنا حواسنا. ومع هذا، فإن المعرفة من خلال الهوية، والتي تقتصر وظيفتها الحالية على توفير الوعي بوجود الكائن البشري، يمكن توسيعها أبعد من ذلك إلى ما خارج ذواتنا، وتنتج عن ذلك المعرفة الحدسية.
يعتبر أوروبيندو هذه المعرفة الحدسية مشتركة لدى البشر القدماء (كما ذُكر في الفيدا) وقد حلّ محلّها فيما بعد المنطق والذي ينظّم حاليًا إدراكاتنا، وأفكارنا، وأفعالنا الناجمة عن الفلسفة الفيدية والميتافيزيقية، ثمّ إلى الصمت التجريبي. يرى أوروبيندو أن هذه العملية، والتي تبدو ملائمة، إنما هي دائرة من التقدم، تُدفَع بمقتضاها مَلَكة أدنى ليحلّ محلّها أسلوب عمل أعلى. ويجد أوروبيندو أنه عند تطبيق دراية الذات في العقل على ذات الفرد والذات الخارجية (الآخر)، ينجم عن ذلك هُوية نيّرة جليّة الذات؛ كما يحوّل المنطق ذاتَه إلى شكلٍ من المعرفة الحدسية جليّة الذات.
اعتقد أوشو أن وعي البشر أرقى درجة من الغرائز الحيوانية الأساسية، وفوق الذكاء والحدس، وأن البشر الذين يعيشون في تلك الحالة الواعية على الدوام إنما ينتقلون بين الحالات اعتمادًا على انسجامهم. ويقترح أن العيش في حالة الحدس هي إحدى الغايات العليا للإنسانية.
تعرّف أدفايتا (مذهب فكري) الحدس على أنه خبرة يتمكّن الفرد من خلالها الاتصال ببراهمان خبيرة.

#### البوذية
تعتبر البوذية الحدس مَلَكة في عقل المعرفة المباشرة، وتضع مصطلح الحدس ما وراء العملية الذهنية للتفكير الواعي، إذ لا يمكن للفكر الواعي بالضرورة الوصول إلى معطيات اللاشعور أو تحويل هذه المعطيات إلى شكل قابل للتواصل. في بوذية الزن، طُوّرت عدة ممارسات للمساعدة على تنمية قدرات المرء البديهية، مثل كوآن –التي يُوصل حلّها إلى حالات من التنوير البسيط (ساتوري). تعتبر بعض الاتجاهات ضمن بوذية الزن أن الحدس حالة عقلية بين العقل الكوني وعقل الفرد المميِّز.

### في الفلسفة الغربية
في الغرب، لا يظهر الحدس باعتباره حقلًا معرفيًا منفصلًا، لكن يظهر موضوعه بوضوح في أعمال العديد من الفلاسفة.

#### الفلسفة القديمة
يمكن تقفّي أوائل التعريفات لمصطلح الحدس إلى أفلاطون. في كتابه الجمهورية، يسعى أفلاطون لتعريف الحدس بوصفه قدرة جوهرية للمنطق البشري لفهم طبيعة الواقع الحقّة. في أعماله مينو وفايدو، يصف أفلاطون الحدس على أنه معرفة مسبقة الوجود تكمن في «روح الأبدية»، وظاهرة يصبح الفرد بمقتضاها مدرِكًا لتلك المعرفة مسبقة الوجود. يضرب أفلاطون مثال الحقائق الحسابيّة، ويفترض أنها لم تُكتشف عبر المنطق. يجادل أفلاطون قائلًا أن تلك الحقائق أصبحت متاحةً باستخدام المعرفة الموجودة أصلًا على هيئة كامنة ومتاحة لقدراتنا الحدسية. يُشار أحيانًا إلى المفهوم الذي يذكره أفلاطون باسم أناميسيس. واصل هذه الدراسة على الحدس خلفاء أفلاطون الفكريين، الأفلاطونيون الجدد.

## مقالات ذات صلة
- حدس منطقي